# مقاومة قص (انفصال)
مقاومة قص الانفصال في كتلة التربة أو الصخرة قد يكون لها تأثير قوي على السلوك الميكانيكي لكُتلة التربة أو الصخور. وغالبًا ما تكون مقاومة قص الانفصال أقل بكثير من مقاومة قص كتل المواد السليمة في فترة ما بين الانفصالات، وبالتالي يؤثر ذلك، على سبيل المثال، على الأَنْفَاق أو الأساس أو هندسة المنحدرات، وكذلك على استقرار المنحدرات الطبيعية. وتفشل العديد من المنحدرات، سواء الطبيعية أو التي من صنع الإنسان، بسبب انخفاض مقاومة قص الانفصالات في كتلة التربة أو الصخر في المنحدر. وتتأثر أيضًا خصائص تشوه كتلة التربة أو الصخر بمقاومة قص الانفصالات. فعلى سبيل المثال، يتم الحد من نماذج التشوه، حيث يتسم التشوه باللدونة (أي تأثير التشوه غير المعكوس على الحد من الإجهاد) بدلاً من المرونة (أي التشوه المعكوس). وقد يتسبب هذا، على سبيل المثال، في استقرار أكبر للأساسات، التي تكون أيضًا دائمة حتى إذا أصبح الحمل مؤقتًا فقط. فضلًا عن ذلك، تؤثر مقاومة قص الانفصالات على توزيع الجهد في كتلة التربة أو الصخور.

## مقاومة القص
يتم التحكم في مقاومة القص على طول الانفصال في كتلة التربة أو الصخور في الهندسة الجيوتقنية من خلال استمرارية الانفصال وقوة سطح الانفصال ومادة سد الفجوات في الانفصال presence وضغط الغازات والسوائل (مثل الماء والنفط) والذوبان الممكن (مثل الجير) والأسمنت على طول الانفصال. وتعتمد مقاومة القص الإضافية إما على انتقال الانفصال قبل ذلك في التاريخ الجيولوجي (أي ما إذا كانت عوامل الحِدة في الحوائط المقاومة للانفصال مناسبة أو غير مناسبة أو ما إذا كان قد تم الحد منها من عدمه).

## تحديد مقاومة القص
فقط في النماذج البسيطة للانْفصالات، يمكن حساب مقاومة القص من الناحية التحليلية. فبالنسبة للانْفصالات الحقيقية، لا توجد طريقة حساب تحليلي. ويتم إجراء التجارب على مستويات مختلفة في المختبر أو الحقل أو الحسابات التجريبية المعتمدة على تحديد الانفصال لتحديد مقاومة القص.

## اختبارات مقاومة قص الانفصال
- اختبار القص المباشر أو (غولدر) اختبار صندوق القص المباشر[4][5][11]
- اختبار الإمالة (هندسة جيوتقنية)
- اختبار القص ثلاثي المحاور

## الحسابات التجريبية المعتمدة على التوصيف
- معيار قص ملقط بارتون[12]
- معيار الانحدار[14]